# Kaoru Osanai
Kaoru Osanai (小山内 薫, Osanai Kaoru, 26 juillet 1881 – 25 décembre 1928) est un metteur en scène, dramaturge et acteur central dans le développement du théâtre japonais moderne.

## Biographie
Diplômé de littérature anglaise de l'université de Tokyo, Osanai fonde en 1906 avec Katai Tayama et Tōson Shimazaki une société Ibsen pour l'étude des œuvres du dramaturge norvégien. Puis il crée le « Théâtre libre » (Jiyū Gekijō) avec Ichikawa Sadanji II en 1909 et met en scène des traductions d'Ibsen (John Gabriel Borkman), Tchekhov et Gorki. Dans cette première troupe, il fait encore jouer des pièces modernes par de classiques acteurs de kabuki.
Après un voyage d'étude de 1912 à 1913 en Europe, il fonde sa deuxième compagnie, le « Petit théâtre Tsukiji » en 1924 (avec Hijikata Yoshi (de)), où il donne d'abord des représentations de drames occidentaux dans leur traduction japonaise, entièrement avec le théâtre japonais traditionnel et où se montre l'influence d'Edward Gordon Craig, de Constantin Stanislavski et de William Archer.
En 1925, Osanai met en scène la première représentation de pièce radiophonique au Japon. En plus des pièces d'auteurs occidentaux, il met en scène des pièces d'auteurs japonais contemporains tels que Mori Ōgai, Tsubouchi Shōyō et Mantarō Kubota. Lui-même écrit plus de trente pièces, dont de nombreuses adaptations de pièces d'auteurs occidentaux tels que Harold Chapin (en) et Maxime Gorki. Son Dai'ichi no Sekai (« Le Premier Monde »), créé en 1921 au Théâtre Impérial a été comparé aux Einsame Menschen de Gerhart Hauptmann.
Il joue également un rôle important dans l'histoire du cinéma quand il est embauché par la Shochiku en 1920 à la tête de son école d'acteurs. Il aide à produire et paraît dans Âmes sur la route, un film novateur du cinéma japonais, et encourage des talents du cinéma aussi importants que Minoru Murata, Kiyohiko Ushihara, Daisuke Itō, Yasujirō Shimazu et Denmei Suzuki. Il enseigne également à l'Université Keio et soutient de jeunes écrivains comme Jun'ichirō Tanizaki.

## Filmographie sélective

### Acteur
- 1921 : Âmes sur la route (路上の霊魂, Rojo no reikon?) de Minoru Murata : Yasushi Sugino

### Réalisateur
- 1927 : Reimei (黎明?)